# NATO Légi Vezetési és Irányítási Rendszer Igazgatási Ügynökség
A NATO ACCS Igazgatási Ügynökség – angolul NATO ACCS Management Agency, rövidítve NACMA; franciául Agence OTAN de Gestion du Système de Commandement et de Contrôle Aériens – egy független NATO ügynökség, melynek feladata a NATO részére egy új légi-vezetési rendszer – angolul NATO Air Command and Control System, rövidítve ACCS – beszerzésének irányítása, kezelése, a rendszer menedzselése. Ezen belül felelős a rendszer központi tervezéséért, megvalósításáért és a rendszer konfigurálásáért. A szállítási alapszerződést 1999. novemberben írták alá, melynek értéke 500 millió euró körül van. A szerződés az alap szoftver, a rendszer ellenőrzés és tesztek képesség, valamint a csapatpróbák végrehajtását és a rendszer jóváhagyását biztosítja. A légi-vezetési rendszer a kezdeti hadműveleti képességeket néhány éven belül éri el.
Az ügynökség a NATO parancsnokság épületegyüttesén belül, az ún. Batiment Z-ben (Z épület) található Brüsszelben (Belgium). Alkalmazottainak száma 100 felett van és szorosan együttműködik az NC3A ügynökséggel, amely a tudományos hátteret biztosítja a NATO beszerzéseknél. Munkanyelve az angol. Az ügynökség törzsében magyar alkalmazott nincs, de az ügynökségnél egy magyar nemzeti szakértő (nem része a törzsnek) dolgozik önkéntes nemzeti felajánlásként.
A NACMA a NATO ACCS Igazgatási Szervezet – angolul NATO ACCS Management Organisation, rövidítve NACMO – beszerző és végrehajtó ügynökségeként működik; tevékenységéről beszámolni is ennek a szervezetnek tartozik.
Jelenlegi vezérigazgatója Dr. Gerhard van der Giet (Németország, 2008-tól); vezérigazgató helyettese: James E. Edge (USA, 2006-tól)

## Története
- 1991. január 7-én alakult 38 fővel
- 1994. májusban a NATO jóváhagyja a megvalósítandó hadműveleti képességek első szintjét, – angolul First Level of Operational Capability, rövidítve LOC1 – ami jelenleg a program nevében (ACCS LOC1) is szerepel
- 1996. december – beszerzési tenderkiírás
- 1998. november – 1999. június: a szerződési tárgyalások
- A program irányító szervezet (NACMO) létrehozása
- 1999. július – az Air Command Systems International (ACSI) kihirdetése tender győztesként
- 1999. november – szerződéskötés az ACSI-val
- 2005 – az ügynökség szervezetének többszörös átalakítása, a létszám 114 főre nő
- 2004 vége – 2008.: a különböző harcászati szintek állandó és mobil teszt berendezések hardver telepítése, beüzemelése
- 2008. december – az alapszoftver gyári tesztek sikeres befejezése

## Külső hivatkozások
- A NACMA hivatalos weboldala
- Pályázható állások